# Matthias Penk
Matthias Penk (Berlín, 11 de febrero de 1988) es un jugador de voleibol de playa alemán.

## Carrera
En 2008, terminó cuarto en el Campeonato Mundial Sub-21 de 2008 en Brighton junto a Alexander Walkenhorst, y en el Campeonato Europeo Sub-23 celebrado en Cos, terminaron subcampeones, juntos lograron en la edición del Campeonato Mundial Universitario de Voleibol de Playa con sede en Alanya la medalla de plata.

## Títulos y resultados
- Campeonato Mundial de Voleibol de Playa Sub-21: 2008.